# Gainza (Camarines Sur)
Gainza is een gemeente in de Filipijnse provincie Camarines Sur op het eiland Luzon. Bij de laatste census in 2007 had de gemeente ruim 9 duizend inwoners.

## Geografie

### Bestuurlijke indeling
Gainza is onderverdeeld in de volgende 8 barangays:
| - Cagbunga - Dahilig - District I - District II - Loob - Malbong - Namuat - Sampaloc |

## Demografie
Gainza had bij de census van 2007 een inwoneraantal van 9.404 mensen. Dit zijn 992 mensen (11,8%) meer dan bij de vorige census van 2000. De gemiddelde jaarlijkse groei komt daarmee uit op 1,55%, hetgeen lager is dan het landelijk jaarlijks gemiddelde over deze periode (2,04%). Vergeleken met de census van 1995 is het aantal mensen met 1.661 (21,5%) toegenomen.

De bevolkingsdichtheid van Gainza was ten tijde van de laatste census, met 9.404 inwoners op 14,75 km², 637,6 mensen per km².